# Antoni Borzemski
Antoni Borzemski herbu Jelita (ur. 18 sierpnia 1866 w Trembowli, zm. ?) – polski nauczyciel.

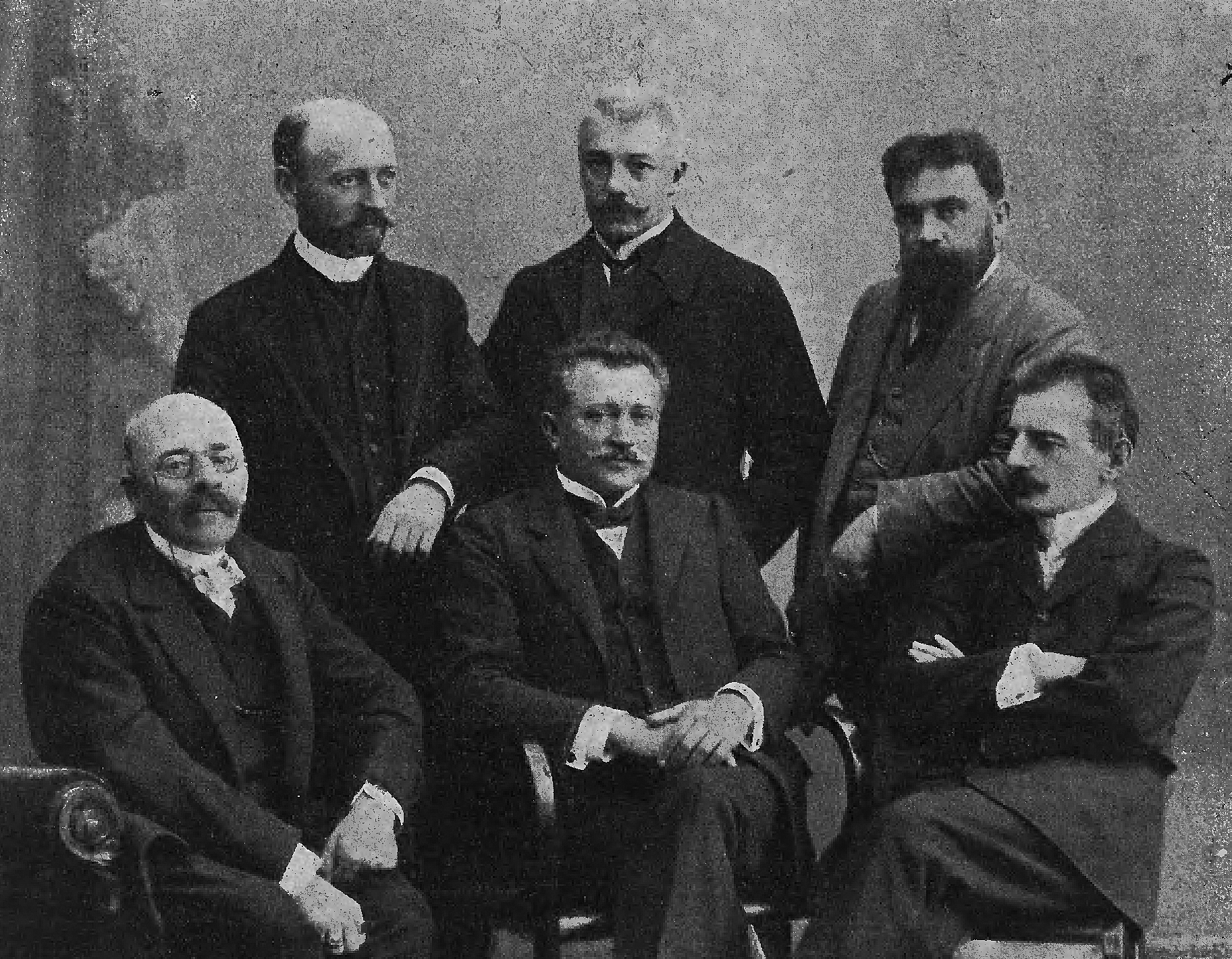
Stoją od lewej: Antoni Borzemski, Tadeusz Błotnicki, Janusz Niementowski. Siedzą od lewej: Józef Białynia Chołodecki, Emil Dunikowski, Eugeniusz Romer. Spotkanie w 1910 przed wyprawą dwóch ostatnich

## Życiorys
Antoni Borzemski urodził się 18 sierpnia 1866 w Trembowli. Legitymował się rodowym herbem Jelita. Był synem Jana i Wiktorii z domu Hermanek.
Kształcił się w C. K. Gimnazjum im. Franciszka Józefa we Lwowie, gdzie w 1884 ukończył VIII klasę i zdał chlubnie egzamin dojrzałości (w jego klasie byli m.in. Jan Rucker, Leonard Stahl, a ponadto w szkole uczyli się wówczas w niższych klasach Wacław i Władysław Borzemscy). Od 1884 do 1890 studiował na Wydziale Filozoficznym Uniwersytetu Lwowskiego, specjalizując się w historii i geografii pod kierunkiem profesorów Ludwika Finkela i Aleksandra Semkowicza. Od 1888 do 1890 pracował w krajowym archiwum we Lwowie.
W C. K. Armii został mianowany podporucznikiem piechoty z dniem 1 stycznia 1888. Był oficerem rezerwowym 95 galicyjsko-bukowińskiego pułku piechoty do około 1897. Następnie w C. K. Obronie Krajowej został zweryfikowany w stopniu podporucznika z dniem 1 stycznia 1888 w grupie nieaktywnych. Był przydzielony kolejno do 16 pułku piechoty Obrony Krajowej w Krakowie (ok. 1898/1899), do 17 pułku piechoty Obrony Krajowej z Rzeszowa i podległego mu batalionu piechoty Nr 57 w Sanoku (ok. 1899/119019) i do 18 pułku piechoty Obrony Krajowej w Przemyślu i podległego mu tamtejszego batalionu piechoty Nr 18 (ok. 1901/1902).
Podjął pracę nauczyciela od 14 marca 1890, egzamin zawodowy złożył 5 grudnia 1891. Jako nauczyciel latem 1892 został przeniesiony z macierzystego C. K. Gimnazjum im. Franciszka Józefa we Lwowie do C. K. Gimnazjum w Przemyślu. 6 lipca 1894 został mianowany nauczycielem rzeczywistym. W lutym 1894 jako zastępca nauczyciela został przeniesiony z Przemyśla do C. K. Gimnazjum Arcyksiężniczki Elżbiety w Samborze, ucząc tam geografii, historii, historii kraju rodzinnego, po czym latem 1894 został mianowany nauczycielem rzeczywistym w C. K. Gimnazjum Męskim w Sanoku. W szkole uczył historii powszechnej, matematyki, geografii, psychologii, logiki, historii kraju (rodzinnego) oraz był zawiadowcą zbioru map i obrazów. Reskryptem z 18 września 1897 Wyższej Rady Szkolnej Krajowej został mianowany na stałe w zawodzie nauczycielskim i otrzymał tytuł c. k. profesora. Reskryptem z 23 czerwca 1902 otrzymał VIII rangę służbową od 1 października 1902. Reskryptem C. K. Ministra Wyznań i Oświecenia z 7 kwietnia 1903 otrzymał zgodę na odbycie podróży naukowej podczas ferii szkolnych. 13 lipca 1905 został przeniesiony z posady nauczyciela z Gimnazjum w Nowym Sączu do C. K. I Gimnazjum w Tarnopolu. Następnie reskryptem C. K. Ministra Wyznań i Oświaty z 28 sierpnia 1905 otrzymał posadę w C. K. Gimnazjum VII we Lwowie od 1 września 1905. Pod koniec września 1905 w gmachu sanockiego „Sokoła” odbyło się uroczyste pożegnanie prof. Borzemskiego. W kolejnych latach uczył w C. K. Gimnazjum VII we Lwowie z polskim językiem wykładowym. wykładając historię, geografię, dzieje kraju ojczystego, prowadził kółko historyczne. Postanowieniem cesarza Franciszka Józefa I z 29 maja 1914 otrzymał tytuł c.k. radcy szkolnego. Po wybuchu I wojny światowej w 1914 został członkiem Miejskiej Straży Obywatelskiej we Lwowie (sekcja III w dzielnicy I). Po odzyskaniu przez Polskę niepodległości i przemianowaniu szkoły pozostawał profesorem VII Państwowego Gimnazjum im. Tadeusza Kościuszki we Lwowie.
Pełnił funkcję sekretarza Komitetu Powiatowego w Sanoku. Był członkiem sanockiego gniazda Polskiego Towarzystwa Gimnastycznego „Sokół” (1899, 1901). Działał we władzach koła Towarzystwa Szkoły Ludowej w Sanoku. Był członkiem zwyczajnym Macierzy Szkolnej dla Księstwa Cieszyńskiego. 28 września 1904 został wybrany członkiem wydziału „Towarzystwa Bursy”, sprawującego pieczę nad Bursą Jubileuszową im. Cesarza Franciszka Józefa w Sanoku. Był członkiem wydziału i skarbnikiem Towarzystwa Pomocy Naukowej w Sanoku. Zasiadł w radzie nadzorczej Towarzystwa Kasy Zaliczkowej w Sanoku. W Sanoku był także zaangażowany w organizację powszechnych wykładów uniwersyteckich. W maju 1910 został wybrany zastępczą członka zarządu głównego Towarzystwa Nauczycieli Szkół Wyższych.
Publikował prace z zakresu historii Sanoka i regionu, m.in. w sprawozdaniach sanockiego gimnazjum.
Był żonaty z Hersylią z domu Borzemską (córka lekarza dr. Antoniego Eustachego Jelita Borzemskiego i Marii Zadurowicz). Miał z nią córki: Rościsławę Antoninę Marię (ur. 1898), Helenę (zm. 1905). Według stanu z 1938 zamieszkiwał we własnej willi na górze św. Jacka we Lwowie.
Po latach przychylnie o Antonim Borzemskim wyraził się w swoich wspomnieniach jego uczeń z sanockiego gimnazjum, Stanisław Rymar.

## Publikacje
- Sprawa pokucka za Aleksandra (1889)
- Kronika Miechowity. Rozbiór krytyczny (1890)
- Ludność powiatu sanockiego w 1900 (1900)[48]
- Powiat Sanocki w cyfrach (studyum statystyczne) (1904)[49]
- Archiwa w Sanoku, Króliku Wołoskim, Hłomczy, Ladzinie i Klimkówce (1905)[50]
- Siły zbrojne w wołoskiej wojnie Jana Olbrachta (1928)

## Odznaczenia
austro-węgierskie
- Brązowy Medal Jubileuszowy Pamiątkowy dla Sił Zbrojnych i Żandarmerii (przed 1900)[11]
- Medal Jubileuszowy Pamiątkowy dla Cywilnych Funkcjonariuszów Państwowych (przed 1900)[11]
- Krzyż Jubileuszowy dla Cywilnych Funkcjonariuszów Państwowych (przed 1918)[28]